# Монте-Роза
Монте-Роза (фр. Mont Rose, нім. Monte Rosa) — гірський масив, розташований в кантоні Вале, Швейцарія й італійських провінціях П'ємонт та Валле-д'Аоста. Він є частиною Пеннінських Альп і знаходиться в тому ж гірському пасмі, що й Маттергорн (4478 м) — одна із найбільш мальовничих вершин Європи.

## Географія

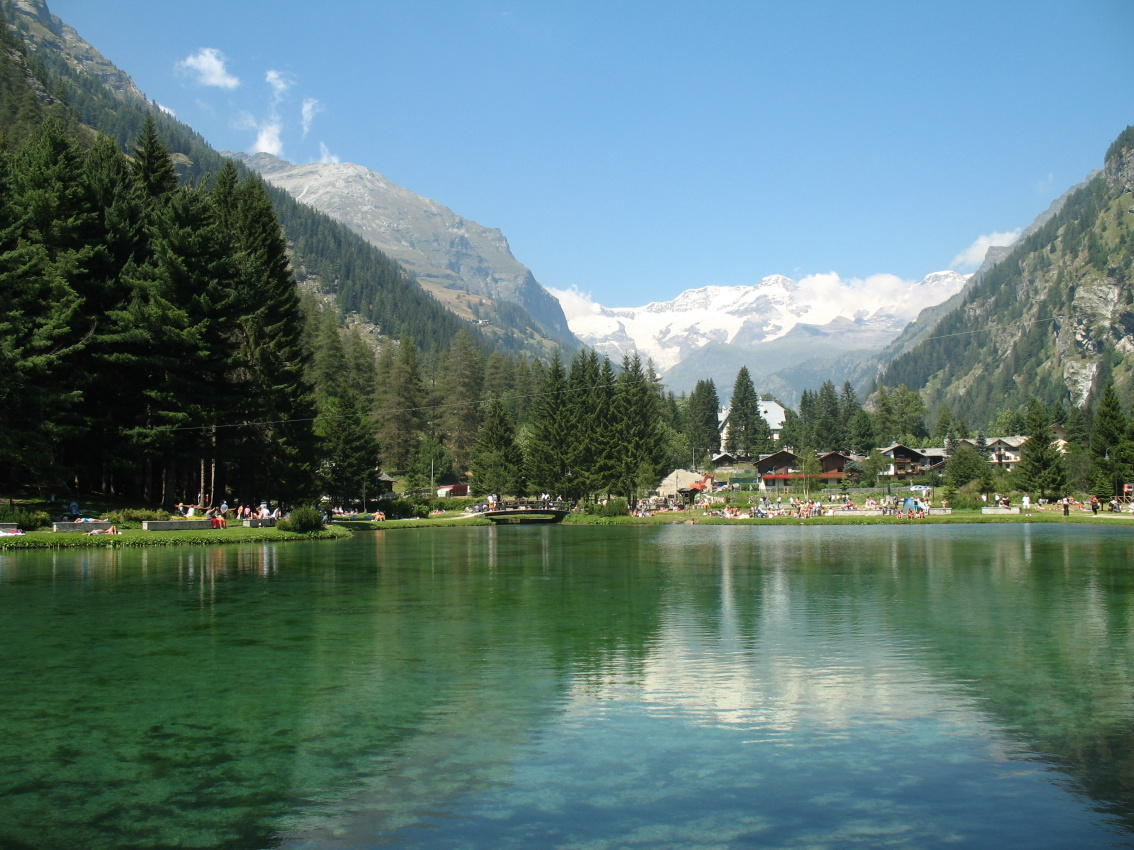
Вид на масив з долини Грессоне

Масив розташований у східній частині Пеннінських Альп. Найвища вершина масиву — пік Дюфур (нім. Dufourspitze, фр. Pic Dufour) має висоту 4634 м, є найвищою вершиною Швейцарії, другою вершиною Альп і Західної Європи, після Монблану (4808 м).
На гірських схилах масиву формуються безліч льодовиків. Найбільші із них: Ґорнер — другий за величиною льодовик Альп після Алецького. Формується на північних схилах гірського масиву. Має довжину майже 14 км і площу 57 км². Інший — льодовик Фіндель формується на схилах вершини Ціма-ді-Яззі (3803 м), тече на захід, і південь. Закінчується на висоті 2500 м. Має довжину 8 км і площу 19 км².

## Найвищі вершини
| №  | Назва             | Назва англійською | Висота, м | Висота, м |
| -- | ----------------- | ----------------- | --------- | --------- |
| 1  | Дюфур             | Monte Rosa        | 4634      |           |
| 2  | Остшпітце         | Ostspitze         | 4632      |           |
| 3  | Гренцгіпфель      | Grenzgipfel       | 4618      |           |
| 4  | Норденд           | Nordend           | 4618      |           |
| 5  | Зумштайншпітце    | Zumsteinspitze    | 4563      |           |
| 6  | Зіґналькуппе      | Signalkuppe       | 4554      |           |
| 7  | Ліскамм           | Lyskamm           | 4527      |           |
| 8  | Зільберзаттель    | Silbersattel      | 4515      |           |
| 9  | Ґренцзаттель      | Grenzsattel       | 4453      |           |
| 10 | Парротшпітце      | Parrotspitze      | 4432      |           |
| 11 | Людвіґсгьое       | Ludwigshöhe       | 4341      |           |
| 12 | Корно Неро        | Corno Nero        | 4322      |           |
| 13 | Піраміда Вінцента | Vincent-Pyramide  | 4215      |           |
| 14 | Бальменгорн       | Balmenhorn        | 4167      |           |
| 15 | Поллукс           | Pollux            | 4092      |           |
| 16 | Пунта Джордані    | Punta Giordani    | 4046      |           |
| 17 | Єґергорн          | Jägerhorn         | 3970      |           |
| 18 | Чіма-ді-Яззі      | Cima di Jazzi     | 3803      |           |